# Cuadrilla Nueva, General Canuto A. Neri
Cuadrilla Nueva är en ort i Mexiko.   Den ligger i kommunen General Canuto A. Neri och delstaten Guerrero, i den södra delen av landet, 160 km sydväst om huvudstaden Mexico City. Cuadrilla Nueva ligger 1 010 meter över havet och antalet invånare är 164.
Terrängen runt Cuadrilla Nueva är lite bergig. Runt Cuadrilla Nueva är det ganska glesbefolkat, med 34 invånare per kvadratkilometer. Närmaste större samhälle är Arcelia, 16,2 km sydväst om Cuadrilla Nueva. Omgivningarna runt Cuadrilla Nueva är en mosaik av jordbruksmark och naturlig växtlighet.